# Ecoimpostura

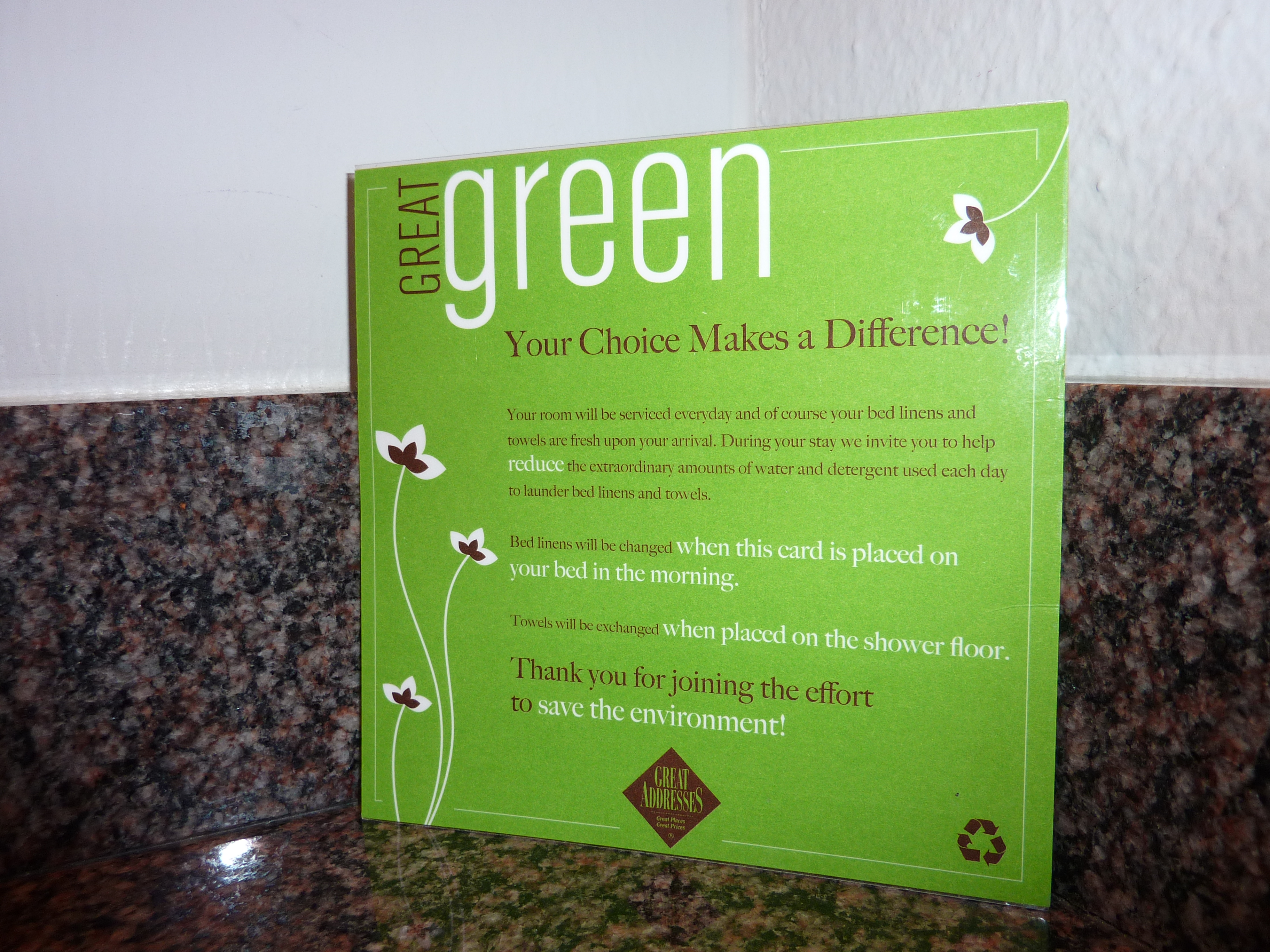
Hoteles practicando la ecoimpostura donde habitualmente invitan a reutilizar las toallas para ahorrar dinero, no para proteger el medio ambiente.

La ecoimpostura, ecopostureo, ecoblanqueo o lavado de imagen verde (en inglés greenwashing) es una forma de propaganda en la que se realiza marketing verde de manera engañosa para promover la percepción de que los productos, objetivos o políticas de una organización son respetuosos con el medio ambiente con el fin de aumentar sus beneficios.La Fundéu también nombra las alternativas impostura verde e impostura ecológica.
Los esfuerzos de esta forma de pseudoecologismo varían desde cambiar el nombre o la etiqueta de un producto para evocar el medio natural sin que haya variado su impacto ambiental o sobre la salud, hasta campañas publicitarias multimillonarias que retraten a empresas altamente contaminantes como respetuosas con la naturaleza.
A menudo existe evidencia de que una organización está realizando una ecoimpostura al observar las diferencias de gasto: cuando se invierte significativamente más dinero en publicitar ser verde que en prácticas realmente ecológicas.
Mientras que la ecoimpostura no es una práctica nueva, su uso sí ha aumentado en los últimos años para satisfacer la demanda de los consumidores que buscan productos y servicios respetuosos con el medio ambiente, agravándose el problema debido a la laxitud de las agencias regulatorias.
Los críticos sugieren que el aumento del lavado de imagen verde, asociado con una regulación ineficaz, contribuye al escepticismo de los consumidores sobre todo el activismo ambiental, y disminuye el poder del consumidor para dirigir a las empresas hacia soluciones realmente respetuosas con el medio ambiente de los procesos de producción, distribución o comercialización.
Muchas empresas utilizan la ecoimpostura como una forma de reparar la percepción pública de su marca. La divulgación de información por parte de las empresas se realiza de manera sesgada con el fin de maximizar su percepción de legitimidad. Sin embargo, hay un número creciente de auditorías sociales y medioambientales que toman posturas y señalan los engaños en la ausencia de supervisión y verificación pública externa.
En distintos momentos se ha intentado legislar para evitar competencia desleal y dotar a consumidores y empresas concienciados ambientalmente con herramientas de transparencia sobre las propiedades de productos y servicios. Así hay tres esquemas de certificación voluntaria legislados que incluyen criterios públicos y requieren de información verificada por parte de quienes quieran promocionar las propiedades ecológicas de sus productos o empresas:
- Etiqueta Ecológica
- Agricultura Ecológica
- Reglamento EMAS

Una forma de detectar ecoimpostura es ver si las empresas están adheridas a alguno de esos sistemas o si realizan afirmaciones que no se basan en los criterios de las normas que los regulan. Algunas corporaciones llegan a desarrollar sistemas propios o sectoriales para intentar dar validez a certificaciones que se alejan de los estándares regulados en estos tres modelos.

## Algunas prácticas
A continuación se citan algunas prácticas constitutivas
- Utilización de terminología que carece de un claro significado. Ejemplo: ecoamigable.
- Lanzamiento de productos "verdes" mientras se mantiene procesos de producción poco respetuosos con el medioambiente. Ejemplo: un cosmético "bio" que es producido en una fábrica que contamina un río.
- El uso de imágenes sugerentes que invitan a pensar en un impacto verde. Ejemplo: la imagen de una fábrica de cuyas chimeneas brotan flores.
- Utilización de lemas que destacan un aspecto "verde" de un producto cuando el resto del producto no lo es o cuando la mayor parte de los productos que ofrece la misma empresa o los ingresos que obtiene no lo son. Un ejemplo sería la promoción de biocombustibles, gas o hidrógeno renovable  por parte de empresas petroleras o gasistas, como Repsol o ENI.[14][15]
- Comparativas en las que el anunciante se define como el mejor en una categoría determinada. Ejemplo: una petrolera que se anuncia como la menos contaminante.
- Utilización de jerga excesivamente técnica que sólo el experto es capaz de entender.
- Etiquetas que sugieren el respaldo de terceros o algún tipo de certificación.